# 38628 Huya
38628 Huya (/huːˈjɑː/hoo-YAH), định danh tạm thời: 2000 EB173, là một thiên thể ngoài Hải Vương tinh và hệ đôi ở vành đai Kuiper, một khu vực của những vật thể băng giá quay quanh Mặt Trời bên ngoài Hải Vương tinh ở vùng ngoài Hệ Mặt Trời. Huya được xếp loại là một plutino, có cộng hưởng quỹ đạo 3:2 với Hải Vương tinh. Nó được khám phá bởi Nhóm Khảo sát Xích đạo Quasar (QUEST) và được xác định bởi nhà thiên văn học người Venezuala Ignacio Ferrín vào tháng 3 năm 2000. Nó được đặt tên theo Yuyá, thần mưa trong truyền thuyết của người Wayuu sống ở Nam Mỹ.
Bề mặt của Huya có màu đỏ vừa phải do sự hiện diện của các hợp chất hữu cơ phức tạp trên bề mặt của nó. Băng nước được cho là có mặt trên bề mặt của nó, mặc dù băng nước chưa được phát hiện trực tiếp trên Huya. Huya được coi là một vật thể ngoài Hải Vương tinh cỡ trung bình, với đường kính ước tính khoảng 400 km (250 mi). Huya có thể là một hành tinh lùn, mặc dù kích thước tương đối nhỏ và bề mặt tối của nó ngụ ý rằng nó không bao giờ trở thành một vật thể rắn hoàn chỉnh và do đó có thể chưa bao giờ ở trạng thái cân bằng thủy tĩnh.
Huya có một vệ tinh tự nhiên được biết đến, định danh tạm thời là S/2012 (38628) 1. Vệ tinh này tương đối lớn so với chính Huya và dự kiến sẽ làm chậm quá trình quay của nó, mặc dù các phép đo biến đổi độ sáng của Huya đã chỉ ra rằng sự tự quay của Huya có thể không ở trong trạng thái khoá thủy triều với quỹ đạo của vệ tinh.

## Lịch sử

### Khám phá
Huya được phát hiện vào ngày 10 tháng 3 năm 2000 bởi một nhóm các nhà thiên văn học của Nhóm Khảo sát Xích đạo Quasar (QUEST), dẫn đầu bởi Gustavo Bruzual và Charles Baltay tại Đài quan sát Thiên văn Quốc gia Llano del Hato ở Mérida, Venezuela. Huya được xác định lần đầu tiên bởi nhà thiên văn học người Venezuela Ignacio Ferrín trong một cuộc tìm kiếm có sự trợ giúp của máy tính thông qua các hình ảnh được chụp từ cuộc khảo sát kéo dài sáu giờ về các vật thể trên bầu trời bao gồm các quasar và siêu tân tinh, sử dụng kính viễn vọng 1 mét của Đài thiên văn Quốc gia Llano del Hato ngày 15 tháng 3 năm 2000. Vào thời điểm được phát hiện, Huya nằm trong chòm sao Xử Nữ. Chuyển động tinh tế của Huya được phát hiện bởi chương trình máy tính của QUEST, được thiết kế để xác định các vật thể chuyển động bằng cách ghép nhiều hình ảnh. Nhóm khám phá sau đó đã phân tích các hình ảnh trước đó được lấy từ các khảo sát QUEST trước đó được thực hiện trong cùng tháng để xác minh quỹ đạo của Huya.
Việc phát hiện ra Huya đã được Trung tâm hành tinh nhỏ công bố chính thức vào ngày 3 tháng 6 năm 2000. Định danh tạm thời của nó là 2000 EB173, chỉ ra năm khám phá của nó, với các chữ cái xác định thêm rằng khám phá diễn ra vào nửa đầu tháng 3. Chữ cái cuối cùng và số chỉ định của nó chỉ ra rằng Huya là vật thể thứ 349 được phát hiện trong nửa đầu tháng 3. Vào thời điểm đó, Huya được cho là một trong những hành tinh nhỏ lớn nhất trong Hệ Mặt trời do cấp sao biểu kiến là 20, tương đối sáng đối với một vật thể ở xa. Điều này ngụ ý rằng nó có thể có kích thước bằng một phần tư kích thước của Diêm Vương tinh và có kích thước tương đương với hành tinh lùn Ceres. Baltay, lãnh đạo nhóm khám phá và chủ tịch Khoa Vật lý của Đại học Yale, coi phát hiện của họ có ý nghĩa rằng Huya vào thời điểm đó được cho là vật thể lớn nhất được phát hiện trong vành đai Kuiper kể từ Diêm Vương tinh. Trong một cuộc phỏng vấn về khám phá của họ, Baltay đã khẳng định:
| “ | Ý nghĩa của phát hiện này ư? Nó chỉ là, Wow! Sau ngần ấy năm, chúng tôi vẫn có thể tìm thấy một cái gì đó mới trong hệ mặt trời của chúng ta. Một phần của điều đó là may mắn. Chúng tôi đã nhìn đúng chỗ. Một điều nữa là độ chính xác của thiết bị của chúng tôi. | ” |

Sau khi công bố sự phát hiện của Huya, nhóm khám phá đã tìm thấy những hình ảnh khám phá của Huya được chụp bằng kính viễn vọng Samuel Oschin của Đài thiên văn Palomar vào ngày 9 tháng 4 năm 1996. Những hình ảnh khám phá trước về Huya từ Palomar là những quan sát sớm nhất về Huya. Các hình ảnh khám phá cùng với các quan sát tiếp theo sau đó vào năm 2000 đã kéo dài vòng cung quan sát của Huya lên đến bốn năm, giúp tính đúng quỹ đạo của Huya. Đến năm 2002, Huya đã được quan sát 303 lần. Điều này là đủ để xác định chính xác quỹ đạo của nó, vì vậy định danh hành tinh vi hình số 38628 đã được đặt cho Huya vào ngày 28 tháng 3 năm 2002.

### Đặt tên
Hành tinh nhỏ được đặt theo tên của nhân vật thần thoại Huya (Juyá), thần mưa của tộc người bản địa Wayuu ở bán đảo Guajira ở phía bắc Venezuela và Colombia. Trong thần thoại Wayuu, Juyá là một thợ săn kiểm soát mưa và kết hôn với Pulowi, nhân vật nữ liên quan đến gió và mùa khô. Juyá cũng gắn liền với mùa đông và sống ở các thiên thể ngoài Mặt Trời. Nhóm khám phá do Ferrín dẫn đầu đã chọn cái tên này một cách đặc biệt để đại diện cho người dân bản địa của Venezuela sống ở khu vực nơi Huya được phát hiện. Ferrín cho rằng Huya đã trải qua nhiều sự kiện tác động trong quá trình hình thành, mà ông coi là tương tự như mưa, một đặc điểm liên quan đến Juyá.
Trong khi tìm kiếm tên, Ferrín và nhóm của ông đã thống nhất một sơ đồ đặt tên cho vật thể, trong đó yêu cầu tên bản địa có đặc điểm liên quan đến đặc điểm của đối tượng. Trong số 20 tên có khả năng được xem xét bởi nhóm của Ferrín, họ đã chọn tên Juyá, được thay đổi thành cách đánh vần tiếng Anh Huya. Tên này sau đó đã được đệ trình và đề xuất với Hiệp hội Thiên văn Quốc tế (IAU), sau đó đã phê duyệt tên này vào năm 2003. Trung tâm hành tinh nhỏ xuất bản trích dẫn đặt tên vào ngày 1 tháng 5 năm 2003. Mặc dù quy ước đặt tên hiện tại của IAU cho các hành tinh vi hình yêu cầu các đối tượng trong nhóm plutino (các đối tượng cộng hưởng quỹ đạo 3:2 với Hải Vương tinh) được đặt theo tên của các vị thần trong thế giới dưới lòng đất, hướng dẫn đặt tên như vậy chưa được IAU áp đặt tại thời điểm đặt tên của Huya.

## Đặc điểm vật lý

### Kích thước

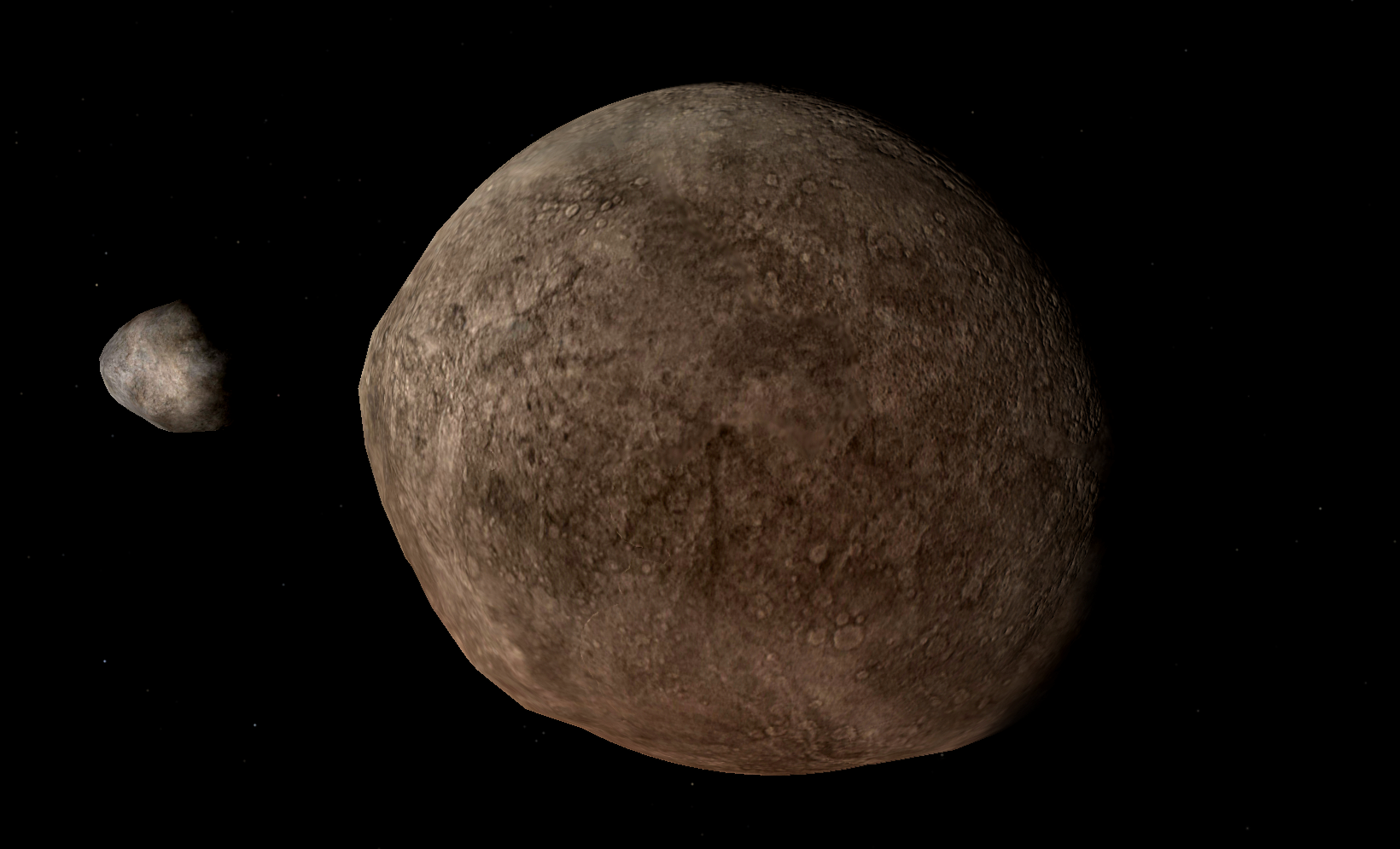
Ấn tượng của hoạ sĩ về Huya và vệ tinh của nó. Huya được cho là có ít khả năng là một vật thể hình cầu.

Vào thời điểm khám phá, Huya được cho là có kích thước bằng một phần tư kích thước của Diêm Vương tinh, hoặc đường kính khoảng 600 km (370 mi), dựa trên cường độ sáng tuyệt đối được đo ban đầu là 4,7 và một suất phản chiếu tối giả định (độ phản xạ) là 0,04. Ước tính kích thước ban đầu này của Huya khiến nó trở thành một trong những vật thể ngoài Hải Vương tinh lớn nhất được biết đến vào thời điểm đó, được xếp hạng là hành tinh vi hình lớn thứ hai sau Ceres. Các phép đo tiếp theo về phát xạ nhiệt của Huya mang lại ước tính suất phản chiếu cao hơn cho Huya, do đó tương ứng với ước tính đường kính nhỏ hơn. Các quan sát trắc quang và nhiệt của Huya trong năm 2003 và 2005 đã đặt giới hạn trên cho đường kính của Huya ở 540 - 548 
| Đường kính (ước tính) của Huya | Đường kính (ước tính) của Huya        | Đường kính (ước tính) của Huya | Đường kính (ước tính) của Huya |
| Năm                            | Đường kính                            | Cách thức                      | Tham khảo                      |
| ------------------------------ | ------------------------------------- | ------------------------------ | ------------------------------ |
| 2001                           | ~600                                  | suất phản chiếu giả định       | [ 3 ]                          |
| 2003                           | <540                                  | trắc quang                     | [ 18 ]                         |
| 2005                           | <548                                  | nhiệt                          | [ 19 ]                         |
| 2005                           | 480±50                                | nhiệt                          | [ 20 ]                         |
| 2005                           | 500+75 −69                            | nhiệt                          | [ 21 ]                         |
| 2007                           | 546,5+47,8 −47,1hoặc 523,1+22,7 −21,9 | nhiệt (Spitzer 2-Band)         | [ 22 ]                         |
| 2007                           | 532,6+24,4 −25,1                      | thông qua nhiệt                | [ 22 ]                         |
| 2012                           | 438,7+26,5 −25,2                      | nhiệt                          | [ 23 ]                         |
| 2012                           | 384+98 −134                           | trắc quang                     | [ 24 ]                         |
| 2013                           | 438,5±0,5                             | albedo phù hợp nhất            | [ 25 ]                         |
| 2013                           | 458±92hoặc 406±16 (chỉ sơ cấp)        | nhiệt                          | [ 26 ]                         |
| 2019                           | 458+22 −21                            | nhiệt                          | [ 27 ]                         |

km (336 - 341 mi), dựa trên một suất phản chiếu tối thiểu khoảng 0,08.
Ước tính ban đầu cho đường kính của Huya được tính từ độ lớn tuyệt đối (độ sáng) rõ ràng của nó, sau đó được phát hiện là sự kết hợp giữa độ sáng của vật thể chính (Huya) và vệ tinh lớn của nó, không rõ sự tồn tại của nó cho đến khi phát hiện ra vào năm 2012. Bằng cách trừ các hiệu ứng của vệ tinh khỏi độ sáng của Huya, các nhà thiên văn học đã có thể ước chừng đường kính thực của Huya. Đường kính trung bình của Huya được ước tính là 406 km (252 mi), dựa trên các phép đo phát xạ nhiệt của Huya bởi Đài quan sát vũ trụ Herschel năm 2013. So với Diêm Vương tinh và vệ tinh Charon của nó, Huya xấp xỉ một phần sáu đường kính của Diêm Vương tinh và một phần ba đường kính của Charon.
Vào ngày 18 tháng 3 năm 2019, Huya đã che lấp một ngôi sao sáng 10,6 độ, làm mờ đi ngôi sao trong một thời gian ngắn khi Huya đi qua nó.

#### Ứng cử viên hành tinh lùn
Huya được coi là một ứng cử viên hành tinh lùn do độ sáng cao được cho là của nó, tương ứng với đường kính lớn. Nhà thiên văn học Gonzalo Tancredi coi Huya như một ứng cử viên hành tinh lùn có đường kính ước tính lớn hơn 450 km (280 dặm), kích thước tối thiểu được đề xuất cho các vật thể băng giá để duy trì hình dạng hình cầu. Tuy nhiên, các phép đo sau này về đường kính của Huya mang lại ước tính kích thước nhỏ hơn, khiến người ta nghi ngờ về khả năng Huya là một hành tinh lùn. Thông qua ước tính đường kính trung bình của Herschel là 406 km (252 dặm), Huya lớn hơn một chút so với vệ tinh Mimas của Thổ tinh, có hình elip, và Huya nhỏ hơn một chút so với Proteus của Hải Vương tinh, có hình dạng không đều. Dựa trên các phép đo phóng xạ đường kính của Huya, Michael Brown coi Huya có thể là một hành tinh lùn, đặt nó giữa "có khả năng" và "có thể". Năm 2019, William Grundy và các đồng nghiệp đã đề xuất rằng các vật thể ngoài Hải Vương tinh trong phạm vi kích thước khoảng 400 - 1.000 km (250 - 620 dặm) là chuyển tiếp giữa các vật thể nhỏ hơn, xốp (và do đó mật độ thấp) và lớn hơn, dày đặc hơn, sáng hơn và các cơ quan hành tinh khác biệt về mặt địa chất như các hành tinh lùn. Huya nằm ở đầu dưới của phạm vi kích thước, ngụ ý rằng cấu trúc bên trong của Huya có khả năng rất xốp và không phân biệt kể từ khi hình thành và do đó khó có thể ở trạng thái cân bằng thủy tĩnh. Mặc dù ý kiến của Grundy về Huya có khối lượng riêng nhẹ, Audrey Thirouin và các đồng nghiệp trong một nghiên cứu năm 2014 cho rằng mật độ tối thiểu của Huya là 1.43 g/cm³, một ước tính sơ bộ có được từ sự thay đổi độ sáng.

### Quang phổ và bề mặt
Phổ phản xạ của Huya xuất hiện màu đỏ vừa phải và không có gì đặc biệt trong tia hồng ngoại, thiếu dấu hiệu hấp thụ rõ ràng của nước đá và các vật liệu dễ bay hơi khác. Thiên thể đĩa phân tán 1996 TL66 chia sẻ phổ vô song tương tự với Huya, mặc dù màu sắc nhìn thấy của chúng khác nhau. Quang phổ kỳ lạ của Huya chỉ ra rằng bề mặt của nó được bao phủ bởi một lớp dày các hợp chất hữu cơ tối được chiếu xạ bởi bức xạ mặt trời và các tia vũ trụ. Mặc dù băng nước dường như không có trong phổ hồng ngoại của Huya, một số nhà thiên văn học đã phát hiện các dấu hiệu tinh tế của băng nước trong phổ nhìn thấy được vào năm 2011 và 2017. Sự khác biệt về sự hiện diện của băng nước giữa quang phổ nhìn thấy và hồng ngoại của Huya được hiểu là một dấu hiệu của sự không đồng nhất trong thành phần bề mặt của Huya. Bề mặt của Huya được bao phủ đồng nhất với một lượng nước đá, vì các tính năng hấp thụ nước đá tinh tế tái diễn trong nhiều lần quan sát quang phổ nhìn thấy của Huya trong suốt quá trình quay của nó. Những quan sát ban đầu về phổ của Huya năm 2000 đã xác định độ dốc phổ màu đỏ ở bước sóng khoảng 0,7 μm, điển hình của các vật thể ngoài Hải Vương tinh tối. Các tính năng hấp thụ cận hồng ngoại bổ sung cũng đã được xác định và được cho là do sự hiện diện của các khoáng chất silicat biến đổi trên bề mặt của Huya.
Màu đỏ của bề mặt Huya là kết quả của sự chiếu xạ các hợp chất hữu cơ bằng bức xạ mặt trời và các tia vũ trụ. Quang phổ của Huya chỉ ra rằng bề mặt của nó được bao phủ bởi một lớp dày các hợp chất hữu cơ tối được chiếu xạ bởi bức xạ mặt trời và các tia vũ trụ. So với vật thể vành đai Kuiper lớn Varuna, cho thấy các dấu hiệu rõ ràng của băng nước, quang phổ của Huya có vẻ đỏ hơn và không có gì đặc biệt, cho thấy bề mặt của nó được bao phủ bởi một lớp vật chất dày che giấu băng nước bên dưới. Người ta cho rằng lớp chất tan trên bề mặt trên Huya dày hơn so với Varuna, là kết quả của môi trường bức xạ mạnh hơn.
Các quan sát quang phổ của phổ Huya với Very Large Telescope vào năm 2001 và 2002 đã xác định được các tính năng hấp thụ yếu ở các bước sóng gần hồng ngoại khoảng 0,6, 0,82 μm, có thể cho thấy sự hiện diện của vật liệu silicat trên bề mặt của nó. Tính năng hấp thụ 0,6 μm trong phổ của Huya giống với các phổ trong các tiểu hành tinh loại S đá, có thể gợi ý sự hiện diện của khoáng chất nhóm spinel, mặc dù lượng vi lượng như vậy rất khó có thể có trong các vật thể ngoài Hải Vương tinh. Các tính năng hấp thụ khác gần 0,7 μm trong phổ của Huya có vẻ giống với các quang phổ của các tiểu hành tinh tối, cho thấy sự hiện diện của các khoáng vật silicat thủy tinh như silicat, có thể bị thay đổi nước do quá trình đốt nóng do các sự kiện va chạm phóng xạ bên trong Huya. Tuy nhiên, các quan sát sau này về phổ của Huya không tìm thấy bất kỳ tính năng hấp thụ nào liên quan đến vật liệu thay đổi nước, cho thấy chúng có khả năng tập trung ở một khu vực nhỏ, cục bộ trên bề mặt của Huya.

#### Độ sáng
Huya có độ sáng tuyệt đối (H) là 5,04 và suất phản chiếu hình học thấp là 0,083. Độ sáng biểu kiến của nó, độ sáng khi nhìn từ Trái Đất, thay đổi từ 19,8 đến 21,6 độ. Huya đến điểm đối ngược vào tháng 6 mỗi năm với độ sáng biểu kiến là 19,8. Ở bước sóng của dải băng R, Huya xuất hiện sáng hơn trong ánh sáng đỏ, với độ sáng biểu kiến dải R đạt tới 19,11 độ khi đối lập. Vào thời điểm khám phá của Huya, nó được cho là một trong những vật thể ngoài Hải Vương tinh sáng nhất được biết đến, tương ứng với ước tính kích thước lớn ban đầu cho Huya vì nó có vẻ tương đối sáng đối với một vật thể ở xa. Khi Huya đến điểm đối ngược, độ sáng của nó tăng lên do sự gia tăng của hiệu ứng xung đối, trong đó góc pha của nó gần bằng không. Năm 2001, các quan sát trắc quang dài hạn của Huya đã được tiến hành để quan sát ảnh hưởng của sự gia tăng đối lập của nó và để xác định bất kỳ dấu hiệu nào về sự thay đổi độ sáng của Huya. Huya là vật thể ngoài Hải Vương tinh đầu tiên ngoài Diêm Vương tinh được đo lường sự đối lập của nó. Các kết quả trắc quang cho thấy sự tăng dần độ sáng gần đối lập, cho thấy mức phản chiếu thấp. Huya đã được hiển thị để hiển thị rất ít thay đổi về độ sáng, với biên độ đường cong ánh sáng ước tính dưới 0,097 độ.

## Sự tự quay
Chu kỳ tự quay của Huya là không xác định do sự xuất hiện phẳng của đường cong ánh sáng của nó, cho thấy rất ít sự thay đổi về độ sáng. Các quan sát trắc quang sơ bộ của Huya năm 2000 đã báo cáo không có dấu hiệu biến thiên lớn hơn ba phần trăm độ sáng của nó trong khoảng thời gian 1,25 giờ. Các quan sát trắc quang theo dõi của Huya tại điểm đối ngược năm 2001 cho ra một đường cong ánh sáng phẳng tương tự, với biên độ ước tính nhỏ hơn 0,097 độ. Biên độ nhỏ của đường cong ánh sáng của Huya cho thấy rằng nó có thể được định hướng theo cấu hình cực, với trục quay hướng về Trái Đất. Việc phát hiện ra một vệ tinh lớn xung quanh Huya ngụ ý rằng nó có thể bị khóa thủy triều với vệ tinh của nó, mặc dù quỹ đạo của vệ tinh chưa được xác định. Trong khi vòng quay của Huya dự kiến sẽ chậm lại trong một khoảng thời gian ngắn so với tuổi của Hệ Mặt Trời thông qua các lực thủy triều lẫn nhau với vệ tinh của nó, một số quan sát trắc quang của Huya cho thấy sự thay đổi trong vài giờ, cho thấy Huya có thể không bị khóa thủy triều đến vệ tinh của nó.
Năm 2002, Ortiz và các đồng nghiệp đã đạt được thời gian luân chuyển rời rạc là 6,75 ± 0,01 giờ đối với Huya, cùng với các giai đoạn thay thế khác là 6,68 ± 0,01 và 6,82 ± 0,01 giờ. Thời gian quay được suy ra của chúng được lấy từ các tập dữ liệu của trắc quang ngắn hạn được chụp riêng vào tháng 2 và tháng 3 năm 2002. Sự phân tán trung bình 6,75 ± 0,01 của chúng cho chu kỳ tự quay của Huya xuất hiện phù hợp với các quan sát trắc quang trước đó, với biên độ nhỏ hơn 0,1 độ. Vào năm 2014, Thirouin đã đề xuất khoảng thời gian luân chuyển mảnh ngắn hơn là 5,28 giờ, được xác định tạm thời từ các quan sát trắc quang ngắn hạn được thực hiện trong năm 2010 đến 2013. Giống như thời kỳ tự quay trước được suy luận bởi Ortiz, giai đoạn sau mà Thirouin có được dựa trên dữ liệu trắc quang rời rạc và có thể bị sai lệch bởi hệ số từ 30% trở lên.

## Quỹ đạo

Quỹ đạo của Huya nhìn từ phía trên, với quỹ đạo của những hành tinh ngoài cho mục đích so sánh.

Huya ở trong cộng hưởng quỹ đạo chuyển động trung bình 2: 3 với Hải Vương tinh, nghĩa là Huya có hai quỹ đạo quanh Mặt Trời trong khi Hải Vương tinh có 3 quỹ đạo. Do sự cộng hưởng quỹ đạo 2: 3 của nó với Hải Vương tinh, Huya được phân loại là một plutino, một lớp vật thể động có quỹ đạo tương tự như Diêm Vương tinh. Huya quay quanh Mặt trời ở khoảng cách trung bình 39,8 AU (5,95 × 109 km), mất 251 năm để hoàn thành một quỹ đạo đầy đủ. Quỹ đạo của Huya bị nghiêng về phía hoàng đạo 15,5 độ, thấp hơn một chút so với độ nghiêng quỹ đạo của Diêm Vương tinh là 17 độ. Nó có quỹ đạo kéo dài với độ lệch tâm quỹ đạo là 0,28. Do quỹ đạo lệch tâm của nó, khoảng cách từ Mặt Trời của nó thay đổi theo quá trình quỹ đạo của nó, dao động từ 28,5 AU ở củng điểm (khoảng cách gần nhất) đến 51,1 AU tại viễn điểm (khoảng cách xa nhất). Giống như Diêm Vương tinh, sự cộng hưởng của nó với Hải Vương tinh ngăn cản các cách tiếp cận gần giữa Huya và các hành tinh khổng lồ. Khoảng cách giao nhau quỹ đạo tối thiểu (MOID) giữa Huya và Hải Vương tinh là 1,62 AU, nhưng do cộng hưởng, hai vật thể không bao giờ đến gần hơn 21 AU của nhau.
Huya hiện đang ở gần củng điểm của nó, đã vượt qua nó vào năm 2015, và hiện đang rời khỏi Mặt Trời, và sẽ tiến đến viễn điểm vào năm 2149. Tính đến năm 2019, Huya ở cách Mặt Trời khoảng 28,7 AU, nằm ở hướng của chòm sao Xà Phu. Các mô phỏng của Khảo sát Hoàng đạo sâu (DES) cho thấy Huya có thể đạt được khoảng cách củng điểm (qmin) nhỏ tới 27,27 AU trong 10 triệu năm tới.

## Thám hiểm
Trong một nghiên cứu được công bố bởi Ashley Gleaves và các đồng nghiệp vào năm 2012, Huya được coi là mục tiêu tiềm năng cho một nhiệm vụ quỹ đạo sẽ được phóng trên tên lửa Atlas V 551 hoặc Delta IV HLV. Đối với một nhiệm vụ quỹ đạo đến Huya, tàu vũ trụ sẽ có ngày ra mắt vào tháng 11 năm 2027 và sử dụng hỗ trợ hấp dẫn từ Mộc tinh, mất 20 đến 25 năm để đến nơi. Gleaves kết luận rằng Huya và Ixion là những mục tiêu khả thi nhất đối với quỹ đạo, vì các quỹ đạo cần số lượng thao tác ít nhất để đưa vào quỹ đạo xung quanh. Đối với một nhiệm vụ bay đến Huya, nhà khoa học hành tinh Amanda Zangari đã tính toán rằng một tàu vũ trụ có thể chỉ mất dưới 10 năm để đến Huya bằng cách sử dụng hỗ trợ trọng lực Mộc tinh, dựa trên ngày ra mắt vào năm 2027 hoặc 2032. Huya sẽ cách khoảng 31 đến 37 AU từ Mặt Trời khi tàu vũ trụ đến vào năm 2040. Các quỹ đạo thay thế sử dụng hỗ trợ hấp dẫn từ Mộc tinh, Thổ tinh hoặc Thiên Vương tinh cũng đã được xem xét. Một quỹ đạo sử dụng trọng lực hỗ trợ từ Mộc tinh và Thiên Vương tinh có thể mất ít nhất 20 năm, dựa trên ngày ra mắt là 2038 hoặc 2039, trong khi quỹ đạo sử dụng hỗ trợ trọng lực từ Thổ tinh có thể mất hơn 16 năm, dựa trên ngày ra mắt muộn hơn vào năm 2040. Sử dụng những quỹ đạo thay thế cho tàu vũ trụ, Huya sẽ ở cách Mặt Trời khoảng 37 đến 38 AU khi tàu vũ trụ đến trước năm 2060.

## Vệ tinh
S/2012 (38628) 1 là định danh tạm thời của vệ tinh tự nhiên duy nhất được biết của Huya. Nó được khám phá bởi một nhóm lãnh đạo bởi Keith Noll trong những quan sát ở Kính viễn vọng không gian Hubble vào ngày 6 tháng 5 năm 2012. Khám phá này sau đó được báo cáo tới Hiệp hội Thiên văn Quốc tế và được công bố vào ngày 12 tháng 7 năm 2012.

### Đặc điểm vật lý
Giả sử cùng một suất phản chiếu như Huya, vệ tinh được ước tính có đường kính khoảng 213 km (132 dặm). Từ hình ảnh Hubble của Huya, khoảng cách tách biệt của vệ tinh với khối chính được ước tính ít nhất là 1.740 km (1.080 dặm). Vệ tinh có độ sáng mờ hơn 1,4 so với Huya (HV = 5,04), mang lại cấp sao tuyệt đối trực quan 6,44 cho vệ tinh. Vệ tinh này tương đối lớn so với Huya, lớn hơn một nửa so với chính đường kính 406 km (252 dặm). Tỷ lệ kích thước của vệ tinh so với hành tinh mẹ là 0,525. Tỷ lệ kích thước lớn tương tự như hệ đôi Diêm Vương tinh, trong đó vệ tinh lớn của Diêm Vương tinh đủ lớn để trung tâm khối lượng nằm trong không gian giữa Charon và Diêm Vương tinh. Hệ Huya có thể trong một trường hợp tương tự. Với kích thước lớn so với Huya, vệ tinh dự kiến sẽ làm chậm quá trình quay của Huya để cả hai thành phần bị khóa thủy triều với nhau, mặc dù một số quan sát trắc quang của Huya cho thấy thời gian quay trong vài giờ, cho thấy Huya có thể không khóa với vệ tinh của nó. Nếu Huya không bị khóa thủy triều với vệ tinh của nó, điều này ngụ ý rằng vệ tinh có thể có khối lượng riêng rất thấp khoảng 0.5 g/cm³, điều này sẽ dẫn đến thời gian dài hơn cho cả hai thành phần cùng bị khóa thủy triều với nhau.

### Quỹ đạo
Quỹ đạo của vệ tinh ít được biết đến do số lượng nhỏ các quan sát của vệ tinh của Huya. Do đó, ước tính khối lượng và mật độ chính xác cho Huya không thể được lấy từ quỹ đạo của vệ tinh. Dựa trên các hình ảnh lưu trữ của Hubble về Huya được chụp vào năm 2002, khoảng cách tách góc của vệ tinh với Huya là khoảng 60 đến 80 giây, tương ứng với khoảng cách xấp xỉ 1740 ± 80 km. Trắc lượng của vị trí thay đổi của vệ tinh xung quanh Huya từ hai hình ảnh của Hubble được chụp cách nhau một ngày vào năm 2002 cho thấy ước tính khoảng thời gian quỹ đạo thô là khoảng 3,2 ngày.